# Teruhito Sugawara
 (juillet 2025).
Si vous disposez d'ouvrages ou d'articles de référence ou si vous connaissez des sites web de qualité traitant du thème abordé ici, merci de compléter l'article en donnant les références utiles à sa vérifiabilité et en les liant à la section « Notes et références ».
Teruhito Sugawara (菅原 照仁, Sugawara Teruhito), né le 13 juillet 1972 à Tokyo, est un pilote japonais, spécialisé dans les rallyes raids, fils de la légende du Dakar Yoshimasa Sugawara, sept fois sur le podium dans la catégorie camions (36 participations).

## Palmarès

### Résultats au Rallye Dakar
| Année | Catégorie | Marque      | Poste                                         | Position | Victoires d'étapes |
| ----- | --------- | ----------- | --------------------------------------------- | -------- | ------------------ |
| 1999  | camion    | Hino Ranger | Copilote de Yoshimasa Sugawara                | 4e       | 2                  |
| 2000  | camion    | Hino Ranger | Copilote de Yoshimasa Sugawara                | 5e       | -                  |
| 2001  | camion    | Hino Ranger | Copilote de Yoshimasa Sugawara                | 2e       | -                  |
| 2003  | camion    | Hino Ranger | Copilote de Yoshimasa Sugawara                | 5e       | -                  |
| 2004  | camion    | Hino Ranger | Copilote de Yoshimasa Sugawara                | 5e       | -                  |
| 2005  | camion    | Hino Ranger | Pilote de Seiichi Suzuki                      | 6e       | -                  |
| 2006  | camion    | Hino Ranger | Pilote de Seiichi Suzuki                      | 7e       | -                  |
| 2007  | camion    | Hino Ranger | Pilote de Seiichi Suzuki                      | 9e       | -                  |
| 2009  | camion    | Hino Ranger | Pilote de Seiichi Suzuki                      | 14e      | -                  |
| 2010  | camion    | Hino Ranger | Pilote de Seiichi Suzuki                      | 7e       | -                  |
| 2011  | camion    | Hino Ranger | Pilote de Seiichi Suzuki                      | 9e       | -                  |
| 2012  | camion    | Hino Ranger | Pilote de Seiichi Suzuki                      | 9e       | -                  |
| 2013  | camion    | Hino Ranger | Pilote de Hiroyuki Sugiura                    | 19e      | -                  |
| 2014  | camion    | Hino Ranger | Pilote de Hiroyuki Sugiura                    | 12e      | -                  |
| 2015  | camion    | Hino Ranger | Pilote de Hiroyuki Sugiura                    | 16e      | -                  |
| 2016  | camion    | Hino Ranger | Pilote de Hiroyuki Sugiura                    | 13e      | -                  |
| 2017  | camion    | Hino Ranger | Pilote de Hiroyuki Sugiura                    | 8e       | -                  |
| 2018  | camion    | Hino Ranger | Pilote de Mitsugu Takahashi                   | 6e       | -                  |
| 2019  | camion    | Hino Ranger | Pilote de Katsumi Hamura                      | 9e       | -                  |
| 2020  | camion    | Hino Ranger | Pilote de Hirokazu Somemiya et Yuji Mochizuki | 10e      | -                  |
| 2021  | camion    | Hino Ranger | Pilote de Hirokazu Somemiya et Yuji Mochizuki | 12e      | -                  |
| 2022  | camion    | Hino Ranger | Pilote de Hirokazu Somemiya et Yuji Mochizuki | 22e      | -                  |
| 2023  | camion    | Hino Ranger | Pilote de Hirokazu Somemiya et Yuji Mochizuki | 10e      | -                  |
| 2024  | camion    | Hino Ranger | Pilote de Hirokazu Somemiya et Yuji Mochizuki | 6e       | -                  |
| 2025  | camion    | Hino Ranger | Pilote de Hirokazu Somemiya et Yuji Mochizuki | 13e      | -                  |

### Autre
- Rallye des Pharaons 2003 : vainqueur en catégorie camion